# Regierung Krag I
Die Regierung Krag I (dän regeringen Krag I) unter dem sozialdemokratischen Ministerpräsidenten Jens Otto Krag war vom 3. September 1962 bis zum 26. September 1964 die dänische Regierung. Amtierender König war Friedrich IX.
Die Regierung Krag I war das 51. dänische Kabinett seit der Märzrevolution und bestand aus der Socialdemokraterne sowie Det Radikale Venstre. Es wurden fast sämtliche Minister der letzten Besetzung der vorangehenden Regierung Kampmann II übernommen. Hans R. Knudsen starb in seinem Amt als Finanzminister.

## Kabinettsliste
| Ressort                                  | Name               | Partei               | Amtsperiode               |
| ---------------------------------------- | ------------------ | -------------------- | ------------------------- |
| Ministerpräsident                        | Jens Otto Krag     | Socialdemokraterne   |                           |
| Äußeres                                  | Per Hækkerup       | Socialdemokraterne   |                           |
| Finanzen                                 | Hans R. Knudsen    | Socialdemokraterne   | bis zum 4. November 1962  |
| Finanzen                                 | Poul Hansen        | Socialdemokraterne   | ab dem 15. November 1962  |
| Verteidigung                             | Poul Hansen        | Socialdemokraterne   | bis zum 15. November 1962 |
| Verteidigung                             | Victor Gram        | Socialdemokraterne   | ab dem 15. November 1962  |
| Innenminister                            | Lars P. Jensen     | Socialdemokraterne   |                           |
| Justiz                                   | Hans Hækkerup      | Socialdemokraterne   |                           |
| Bildung                                  | K. Helveg Petersen | Det Radikale Venstre |                           |
| Kulturminister                           | Julius Bomholt     | Socialdemokraterne   |                           |
| Handel, Handwerk, Industrie und Seefahrt | Hilmar Baunsgaard  | Det Radikale Venstre |                           |
| Soziales                                 | Kaj Bundvad        | Socialdemokraterne   |                           |
| Arbeit                                   | Kaj Bundvad        | Socialdemokraterne   | bis zum 27. August 1963   |
| Arbeit                                   | Erling Dinesen     | Socialdemokraterne   | ab dem 27. August 1963    |
| Wirtschaft                               | Kjeld Philip       | Det Radikale Venstre |                           |
| Kirche                                   | Bodil Koch         | Socialdemokraterne   |                           |
| öffentliche Arbeiten                     | Kai Lindberg       | Socialdemokraterne   |                           |
| Wohnungen                                | Carl P. Jensen     | Socialdemokraterne   |                           |
| Landwirtschaft                           | Karl Skytte        | Det Radikale Venstre |                           |
| Fischerei                                | A.C. Normann       | Det Radikale Venstre |                           |
| Grönland                                 | Mikael Gam         | Parteiloser          |                           |

## Quelle
- Statsministeriet: Regeringen Jens Otto Krag I